# 알바니아의 현

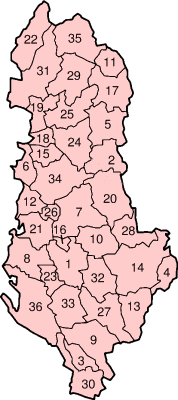
알바니아의 현(1991~2000)

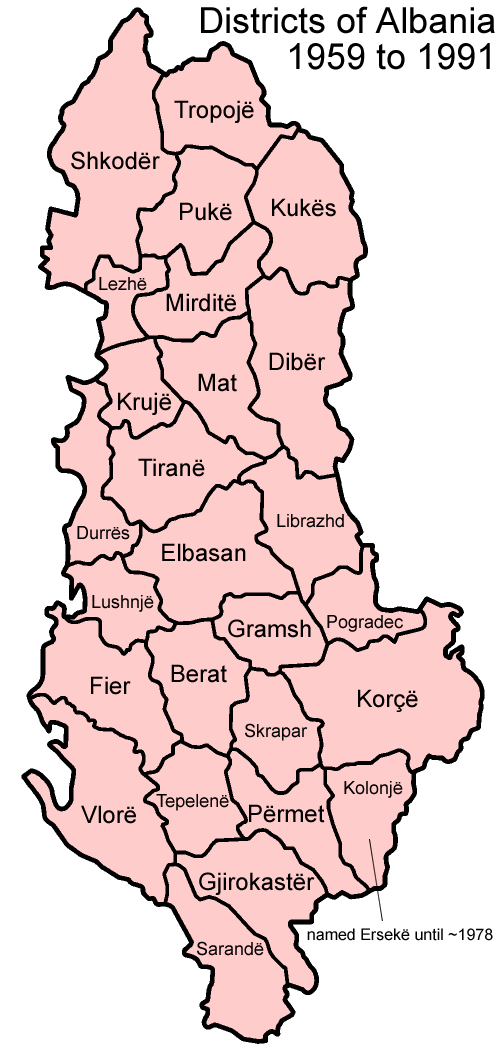
알바니아의 현(1959~1991)

알바니아는 36개 현(알바니아어: rrethe 레세)으로 구성되어 있으며 이들 현은 12개 주에 속했다. 1998년 알바니아 헌법 국민투표로 개정된 알바니아 헌법의 영향으로 2000년 7월 31일에 제정된 법률 제8653호에 따라 알바니아의 행정 구역이 개편되면서 이 지역 단위는 더이상 쓰이지 않게 되었다.

## 목록

### 1991~2000
1. 베라트 현 (Berat)
2. 불치저 현 (Bulqizë)
3. 델비너 현 (Delvinë)
4. 데볼 현 (Devoll)
5. 디버르현 (Dibër)
6. 두러스현 (Durrës)
7. 엘바산 현 (Elbasan)
8. 피에르현 (Fier)
9. 지로카스터르현 (Gjirokastër)
10. 그람시 현 (Gramsh)
11. 하스현 (Has)
12. 카바여현 (Kavajë)
13. 콜로녀현 (Kolonjë)
14. 코르처현 (Korçë)
15. 크루여현 (Krujë)
16. 쿠초버현 (Kuçovë)
17. 쿠커스현 (Kukës)
18. 쿠르빈현 (Kurbin)
19. 레저현 (Lezhë)
20. 리브라주드 현 (Librazhd)
21. 루슈녀 현 (Lushnjë)
22. 말러시에마데현 (Malësi e Madhe)
23. 말라카스터르현 (Mallakastër)
24. 마트 현 (Mat)
25. 미르디터현 (Mirditë)
26. 페친현 (Peqin)
27. 페르메트현 (Përmet)
28. 포그라데츠 현 (Pogradec)
29. 푸커현 (Pukë)
30. 사란더 현 (Sarandë)
31. 슈코더르현 (Shkodër)
32. 스크라파르현 (Skrapar)
33. 테펠레너현 (Tepelenë)
34. 티라나 현 (Tiranë)
35. 트로포여현 (Tropojë)
36. 블로러 현 (Vlorë)

## 같이 보기
- 알바니아의 주
- 알바니아의 도시 목록
- ISO 3166-2:AL